# Every Teardrop Is a Waterfall
Every Teardrop is a Waterfall is een single van de Britse rockband Coldplay. De single werd op 3 juni 2011 13:00 (GMT+1) uitgebracht als download. Het is de eerste single van het album Mylo Xyloto.

## Datum van verschijnen en publiciteit
De releasedatum van de single werd op 31 mei bekendgemaakt op de officiële Coldplay-website.
Op de homepage van de website werd de cover van de single met daarboven een klok afgebeeld. Deze klok telde in dagen, uren en minuten af tot het moment van verschijnen van de single.
De single werd om 13:00 (GMT+1) op de volgende radiostations uitgezonden: BBC Radio 1, BBC Radio 2, BBC 6 Music, Absolute Radio, Xfm en 3FM. op datzelfde moment was de single verkrijgbaar in de iTunes Store.

## Videoclip
De videoclip werd op 28 juni 2011 uitgebracht. De video bestaat uit Stop-motion techniek. De video werd opgenomen tussen 14 en 15 juni 2011.

## Hitnoteringen

### Nederlandse Top 40
| Hitnotering: 18-06-2011 t/m 03-09-2011 | Hitnotering: 18-06-2011 t/m 03-09-2011 | Hitnotering: 18-06-2011 t/m 03-09-2011 | Hitnotering: 18-06-2011 t/m 03-09-2011 | Hitnotering: 18-06-2011 t/m 03-09-2011 | Hitnotering: 18-06-2011 t/m 03-09-2011 | Hitnotering: 18-06-2011 t/m 03-09-2011 | Hitnotering: 18-06-2011 t/m 03-09-2011 | Hitnotering: 18-06-2011 t/m 03-09-2011 | Hitnotering: 18-06-2011 t/m 03-09-2011 | Hitnotering: 18-06-2011 t/m 03-09-2011 | Hitnotering: 18-06-2011 t/m 03-09-2011 | Hitnotering: 18-06-2011 t/m 03-09-2011 | Hitnotering: 18-06-2011 t/m 03-09-2011 |
| Week:                                  | 1                                      | 2                                      | 3                                      | 4                                      | 5                                      | 6                                      | 7                                      | 8                                      | 9                                      | 10                                     | 11                                     | 12                                     |                                        |
| -------------------------------------- | -------------------------------------- | -------------------------------------- | -------------------------------------- | -------------------------------------- | -------------------------------------- | -------------------------------------- | -------------------------------------- | -------------------------------------- | -------------------------------------- | -------------------------------------- | -------------------------------------- | -------------------------------------- | -------------------------------------- |
| Positie:                               | 8                                      | 6                                      | 5                                      | 4                                      | 5                                      | 9                                      | 12                                     | 15                                     | 15                                     | 20                                     | 31                                     | 34                                     | uit                                    |

### NederlandseSingle Top 100
| Hitnotering: 11-06-2011 t/m 24-09-2011 | Hitnotering: 11-06-2011 t/m 24-09-2011 | Hitnotering: 11-06-2011 t/m 24-09-2011 | Hitnotering: 11-06-2011 t/m 24-09-2011 | Hitnotering: 11-06-2011 t/m 24-09-2011 | Hitnotering: 11-06-2011 t/m 24-09-2011 | Hitnotering: 11-06-2011 t/m 24-09-2011 | Hitnotering: 11-06-2011 t/m 24-09-2011 | Hitnotering: 11-06-2011 t/m 24-09-2011 | Hitnotering: 11-06-2011 t/m 24-09-2011 | Hitnotering: 11-06-2011 t/m 24-09-2011 | Hitnotering: 11-06-2011 t/m 24-09-2011 | Hitnotering: 11-06-2011 t/m 24-09-2011 | Hitnotering: 11-06-2011 t/m 24-09-2011 | Hitnotering: 11-06-2011 t/m 24-09-2011 | Hitnotering: 11-06-2011 t/m 24-09-2011 | Hitnotering: 11-06-2011 t/m 24-09-2011 | Hitnotering: 11-06-2011 t/m 24-09-2011 |
| Week:                                  | 1                                      | 2                                      | 3                                      | 4                                      | 5                                      | 6                                      | 7                                      | 8                                      | 9                                      | 10                                     | 11                                     | 12                                     | 13                                     | 14                                     | 15                                     | 16                                     |                                        |
| -------------------------------------- | -------------------------------------- | -------------------------------------- | -------------------------------------- | -------------------------------------- | -------------------------------------- | -------------------------------------- | -------------------------------------- | -------------------------------------- | -------------------------------------- | -------------------------------------- | -------------------------------------- | -------------------------------------- | -------------------------------------- | -------------------------------------- | -------------------------------------- | -------------------------------------- | -------------------------------------- |
| Positie:                               | 1                                      | 7                                      | 10                                     | 3                                      | 15                                     | 18                                     | 20                                     | 35                                     | 41                                     | 32                                     | 48                                     | 54                                     | 60                                     | 73                                     | 63                                     | 85                                     | uit                                    |

### VlaamseUltratop 50
| Hitnotering: (Week 1 t/m 15) 11-06-2011 t/m 17-09-2011 Hitnotering: (Week 16 t/m 17) 29-10-2011 t/m 05-11-2011 | Hitnotering: (Week 1 t/m 15) 11-06-2011 t/m 17-09-2011 Hitnotering: (Week 16 t/m 17) 29-10-2011 t/m 05-11-2011 | Hitnotering: (Week 1 t/m 15) 11-06-2011 t/m 17-09-2011 Hitnotering: (Week 16 t/m 17) 29-10-2011 t/m 05-11-2011 | Hitnotering: (Week 1 t/m 15) 11-06-2011 t/m 17-09-2011 Hitnotering: (Week 16 t/m 17) 29-10-2011 t/m 05-11-2011 | Hitnotering: (Week 1 t/m 15) 11-06-2011 t/m 17-09-2011 Hitnotering: (Week 16 t/m 17) 29-10-2011 t/m 05-11-2011 | Hitnotering: (Week 1 t/m 15) 11-06-2011 t/m 17-09-2011 Hitnotering: (Week 16 t/m 17) 29-10-2011 t/m 05-11-2011 | Hitnotering: (Week 1 t/m 15) 11-06-2011 t/m 17-09-2011 Hitnotering: (Week 16 t/m 17) 29-10-2011 t/m 05-11-2011 | Hitnotering: (Week 1 t/m 15) 11-06-2011 t/m 17-09-2011 Hitnotering: (Week 16 t/m 17) 29-10-2011 t/m 05-11-2011 | Hitnotering: (Week 1 t/m 15) 11-06-2011 t/m 17-09-2011 Hitnotering: (Week 16 t/m 17) 29-10-2011 t/m 05-11-2011 | Hitnotering: (Week 1 t/m 15) 11-06-2011 t/m 17-09-2011 Hitnotering: (Week 16 t/m 17) 29-10-2011 t/m 05-11-2011 | Hitnotering: (Week 1 t/m 15) 11-06-2011 t/m 17-09-2011 Hitnotering: (Week 16 t/m 17) 29-10-2011 t/m 05-11-2011 | Hitnotering: (Week 1 t/m 15) 11-06-2011 t/m 17-09-2011 Hitnotering: (Week 16 t/m 17) 29-10-2011 t/m 05-11-2011 | Hitnotering: (Week 1 t/m 15) 11-06-2011 t/m 17-09-2011 Hitnotering: (Week 16 t/m 17) 29-10-2011 t/m 05-11-2011 | Hitnotering: (Week 1 t/m 15) 11-06-2011 t/m 17-09-2011 Hitnotering: (Week 16 t/m 17) 29-10-2011 t/m 05-11-2011 | Hitnotering: (Week 1 t/m 15) 11-06-2011 t/m 17-09-2011 Hitnotering: (Week 16 t/m 17) 29-10-2011 t/m 05-11-2011 | Hitnotering: (Week 1 t/m 15) 11-06-2011 t/m 17-09-2011 Hitnotering: (Week 16 t/m 17) 29-10-2011 t/m 05-11-2011 | Hitnotering: (Week 1 t/m 15) 11-06-2011 t/m 17-09-2011 Hitnotering: (Week 16 t/m 17) 29-10-2011 t/m 05-11-2011 | Hitnotering: (Week 1 t/m 15) 11-06-2011 t/m 17-09-2011 Hitnotering: (Week 16 t/m 17) 29-10-2011 t/m 05-11-2011 | Hitnotering: (Week 1 t/m 15) 11-06-2011 t/m 17-09-2011 Hitnotering: (Week 16 t/m 17) 29-10-2011 t/m 05-11-2011 | Hitnotering: (Week 1 t/m 15) 11-06-2011 t/m 17-09-2011 Hitnotering: (Week 16 t/m 17) 29-10-2011 t/m 05-11-2011 |
| Week: | 1 | 2 | 3 | 4 | 5 | 6 | 7 | 8 | 9 | 10 | 11 | 12 | 13 | 14 | 15 | | 16 | 17 | |
| --- | --- | --- | --- | --- | --- | --- | --- | --- | --- | --- | --- | --- | --- | --- | --- | --- | --- | --- | --- |
| Positie: | 13 | 4 | 8 | 10 | 8 | 4 | 7 | 6 | 9 | 14 | 22 | 35 | 32 | 33 | 46 | uit | 22 | 30 | uit |

### NPO Radio 2 Top 2000
| Nummer met noteringen in de NPO Radio 2 Top 2000 | '11 | '12 | '13 | '14 | '15 | '16  | '17  | '18  | '19  | '20  | '21  | '22  | '23  | '24  |
| ------------------------------------------------ | --- | --- | --- | --- | --- | ---- | ---- | ---- | ---- | ---- | ---- | ---- | ---- | ---- |
| Every Teardrop Is a Waterfall                    | 258 | 411 | 434 | 583 | 834 | 1067 | 1255 | 1259 | 1316 | 1492 | 1754 | 1467 | 1459 | 1518 |

1. ↑  Een vetgedrukt getal geeft de hoogste notering aan.
2. ↑  2011 was het eerste jaar met een notering voor dit nummer.